# Police numérique

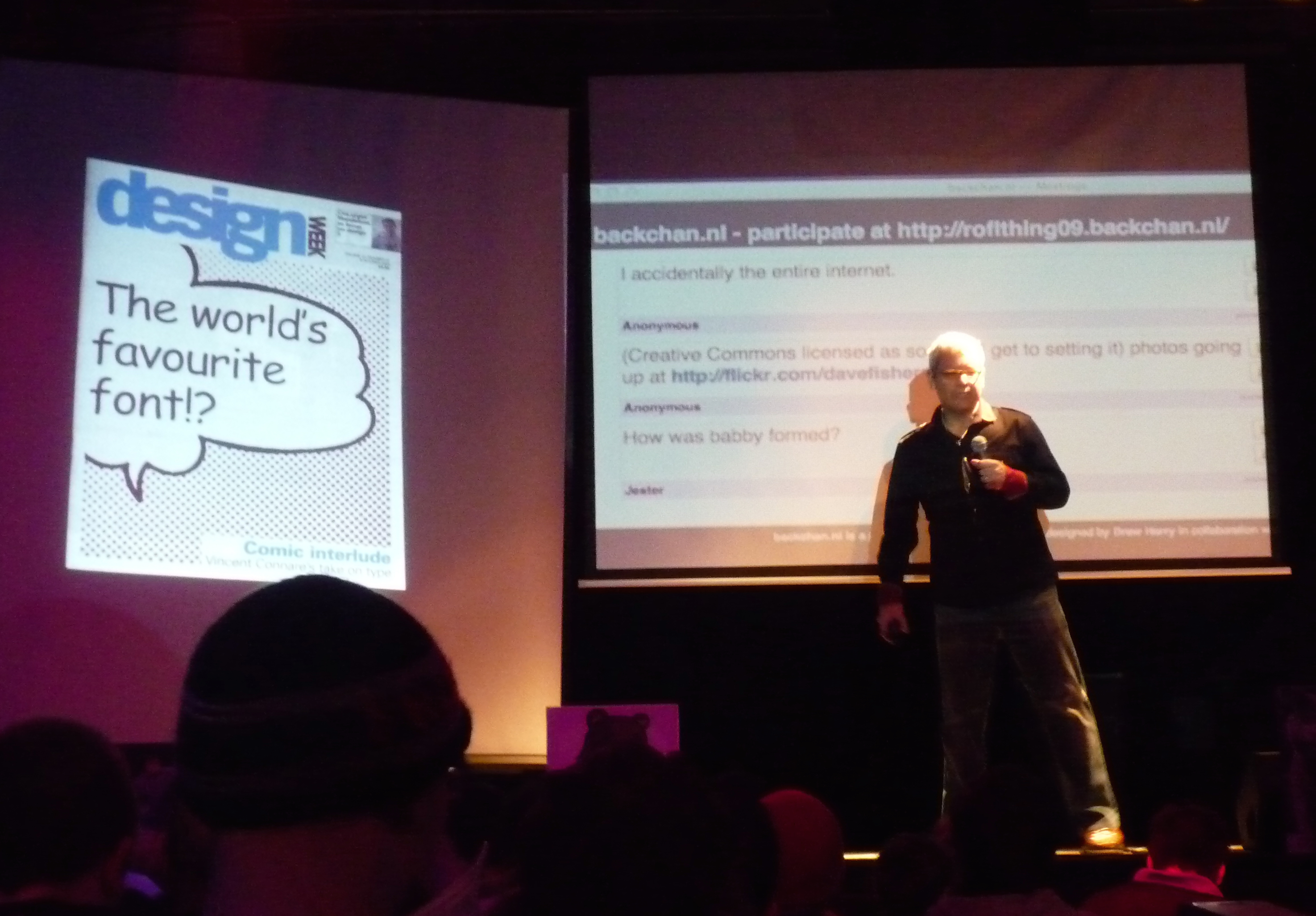
Vincent Connare expliquant la création de la "police préférée au monde", Comic Sans.

Une police ou fonte numérique est la déclinaison numérique d'un caractère typographique. Un caractère typographique est une œuvre créée par un créateur de caractères typographiques. L'œuvre par définition n'est pas tangible, la fonte numérique est sa représentation contemporaine à l'ère du numérique.
Une police numérique est un fichier renseignant les formes qu'un texte peut utiliser pour s'afficher sur un ordinateur. Une police numérique permet généralement de composer diverses fontes : du gras, de l'italique, du romain dans une famille de caractères donnée. L'Arial Regular est l'une des polices constituant la famille de caractères Arial.
On emploie également le terme police, néanmoins les anglo-saxons utilisent eux le terme font en traduction du français « police », bien que le terme exact soit font family. Le mot « fonte » vient du fait que les caractères typographiques étaient faits d'un alliage de plomb et d'antimoine fondu afin de reproduire plusieurs caractères identiques à partir d'un moule unique. Mais une fonte ne désignait qu'une variation unique dans une police : par exemple, un Arial regular corps 12 est une fonte, un Arial italique corps 14 est une autre fonte d'une même police Arial. Une fonte pouvait se définir au temps de la typographie plomb par l’ensemble des caractères contenus dans une même casse. La police n'étant que la liste des caractères contenus dans les fontes vendues à l'époque du plomb.

## Classification
Les polices de caractères sont classées en fonction des critères différents. Tout d'abord c’est la base graphique. Les symboles de police peuvent être classiques / habituels, étroits, larges, extra larges et extra étroits. Le caractère du remplissage des traits modifie également la visualisation de la police. Elle peut être régulière, linéale, ombrée, retournée, hachée.
- Serif. Les traits caractéristiques de ces polices sont des empattements et une projection hachée en haut du caractère. Les polices de cette famille se distinguent également par la douceur de la transition lors de la modification de l'épaisseur des lignes. Times New Roman, Georgia, Courier New et Clarendon stylisé égyptien[2]. Bien que les empattements laissent penser aux traits qui sont spécifiques pour l'écriture manuscrite, ils remontent en fait aux lettres gravées de l'époque romaine. Les empattements sont donc inextricablement liés à l'alphabet latin. Les polices avec empattement trouvent leur origine dans les inscriptions romaines.
- Sans serif. Polices traditionnelles hachées. Ils sont sans empattements et la douceur des lignes n'est pas caractéristique pour elles[3]. Dans les magazines, les journaux, les prospectus, les calendriers et les livrets, les textes sont souvent imprimés avec Comic Sans, Tahoma, Verdana et Arial. Ces polices sont populaires dans les bureaux et sont souvent considérées comme des police de caractères de « grande technologie ». Les concepteurs les trouvent particulièrement utiles pour les affiches, les panneaux et les écrans numériques.
- Script. Ce sont des polices formelles qui font penser au style des lettres manuscrites des XVIIe et XVIIIe siècles[4]. Il y a des polices d'écriture manuscrite basées sur l'écriture de maîtres célèbres comme George Schell et George Beacam. Il existe également des polices d'écriture manuscrite modernes, par exemple Kuenstler sсript. Les polices d'écriture manuscrite informelles rappellent plus l'écriture moderne et existent depuis le milieu du XXe siècle. Elles sont moins formelles, avec des traits larges, et ressemblent souvent à une imitation de l'écriture avec une brosse douce. Des exemples de telles polices sont Mistral et Brush sсript.
- Jobbing font. Il s'agit de polices de caractères décoratives et inhabituelles, qui présentent toujours une solution artistique unique. L'objectif principal est d'attirer l'attention du public. Les polices de caractères jobbing font (dit « de travaux de ville ») peuvent être formelles ou informelles, et refléter n'importe quelle humeur. Elles sont le plus souvent utilisées dans l'industrie de l'impression, mais plus récemment, grâce à la nouvelle technologie de connexion des polices web, les polices de caractères jobbing font gagnent rapidement en popularité sur Internet.

## Formats
OpenType (combiné avec TrueType ou Compact Font Format) est le format de police numérique le plus courant aujourd’hui et est devenu une norme ISO (ISO/CEI 14496-22 (MPEG-4 partie 22), appelée Open Font Format). Ce format peut être compressé au format WOFF ou WOFF2.
Les formats TrueType sans OpenType et PostScript (Type1) sont encore largement utilisés.
Le format Metafont est utilisé par le système de composition TeX.
Plusieurs formats sont aujourd’hui obsolètes ou rares :
- Bitstream Speedo
- F3
- Ikarus ou IK
- Infinifont
- Intellifont